# شیر کیسه‌دار
شیر کیسه‌دار (نام علمی: Thylacoleo carnifex) گونه‌ای پستاندار کیسه‌دار گوشت‌خوار منقرض‌شده است که در استرالیا و در بین اوایل تا اواخر پلیستوسن زندگی می‌کرد (۱٫۶۰۰٫۰۰۰ تا ۴۶٫۰۰۰ سال پیش). این گونه برخلاف نامش خویشاوندی نزدیکی با شیرهای امروزین ندارد ولی متعلق به راسته کیسه‌داران علف‌خوار و از بستگان کانگروها، وامبت‌ها و کیسه‌خرسان امروزی محسوب می‌شود.

## ویژگی‌ها

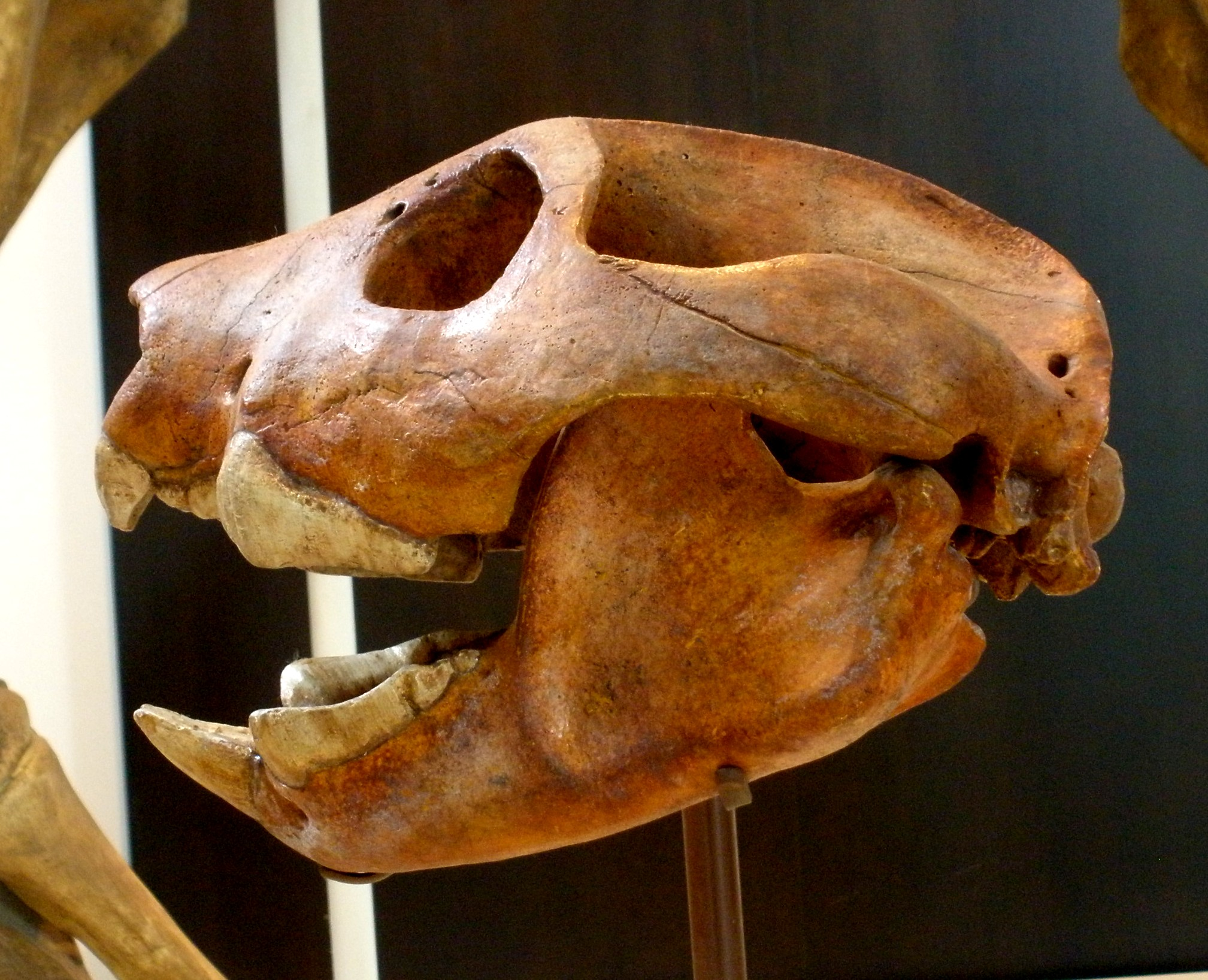
به دلیل شباهت زیاد دندان‌های شیر کیسه‌دار با دندان‌های سایر کیسه‌داران علف‌خوار برخی دانشمندان تا سال‌ها این جانور را گیاه‌خوار می‌دانستند.

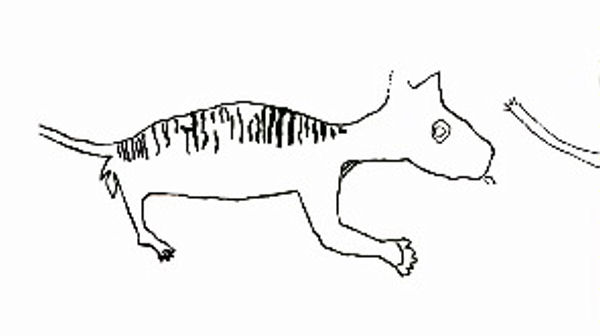
یک غارنگاره از شیر کیسه‌دار که در سال ۲۰۰۸ میلادی در کیمبرلی کشف شد. در این تصویر شیر کیسه‌دار با گوش‌های نوک تیز، خطوطی بر پشت بدن و هاله‌ای در اطراف چشم ترسیم شده است. این موضوع نشان می‌دهد که شیر کیسه‌دار احتمالاً یک شکارچی شب‌زی بوده است.

شیر کیسه‌دار بزرگ‌ترین پستاندار گوشت‌خوار تاریخ استرالیا و یکی از بزرگ‌ترین پستانداران کیسه‌دار گوشت‌خوار در تاریخ محسوب می‌شود. این جانور تا شانه حدود ۷۵ سانتی‌متر ارتفاع داشته و طول آن نیز حدود ۱۵۰ سانتی‌متر بوده است. اعضای این گونه به‌طور متوسط وزنی بین ۱۰۱ تا ۱۳۰ کیلوگرم داشته اما وزن‌های بین ۱۲۴ تا ۱۶۰ کیلوگرم نیز در میان آن‌ها کمیاب نبوده و حداکثر وزن این جانوران بین ۱۲۸ تا ۱۶۴ کیلوگرم بوده است که وزنی قابل مقایسه با وزن ماده شیرها و ماده ببرهای امروزی است. شیر کیسه‌دار دارای آرواره‌ای قدرتمند با دندان‌های تیز و برنده منحصربه‌فردی بود که با دندان‌های گوشت‌خوارسانان به‌طور قابل‌توجه‌ای تفاوت داشت. مانند گربه‌ایان پنجه‌های شیر کیسه‌دار نیز قابلیت جمع‌شدن داشتند و این جانور احتمالاً قادر بوده از درخت بالا برود.

## بوم‌شناسی

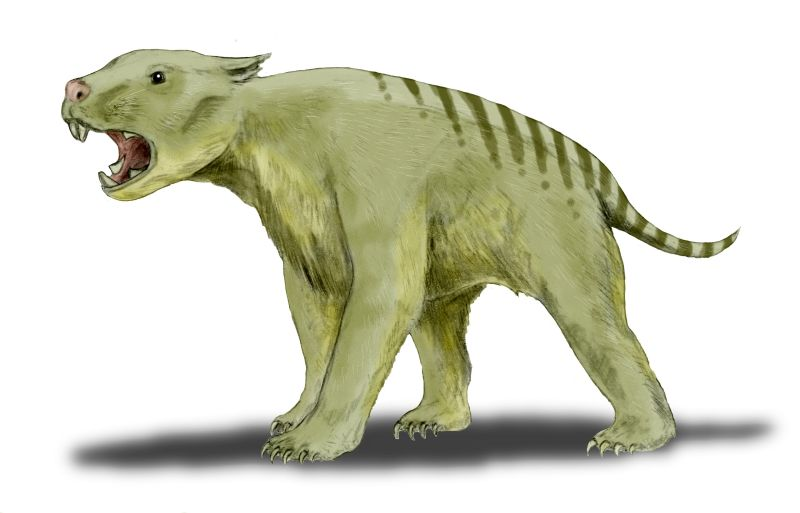
یک بازسازی هنری از پیکر شیر کیسه‌دار

شیر کیسه‌دار شکارچی رأس هرم غذایی در استرالیا پیشاتاریخ محسوب می‌شد و نقش جانورانی مانند شیر و ببر که در سایر قاره‌ها می‌زیستند را در اکوسیستم آن سرزمین ایفا می‌کرد. این جانور برای شکار گیاه‌خواران بزرگی مانند کانگروهای غول‌پیکر و کیسه‌داران علف‌خوار کهن سازگاری یافته بود اما در مقابل از سرعت چندانی برخوردار نبود و توانایی چندانی در شکار جانوران کوچک‌تر نداشت. وابستگی این گونه به شکار جانوران بزرگ احتمالاً عامل انقراضش شد؛ زیرا بین ۵۰٫۰۰۰ تا ۴۰٫۰۰۰ سال پیش تعداد زیادی از گیاه‌خواران بزرگ منقرض شدند که این موضوع احتمالا شیر کیسه‌دار را برای تأمین غذا در تنگا قرار داد و باعث نابودی جمعیت آن شد. با انقراض شیر کیسه‌دار دیگر هیچ پستاندار گوشت‌خوار بزرگی در استرالیا وجود نداشت که بتواند جایگزین آن شود.

## انقراض
مانند سایر بزرگ‌زیاگان استرالیا عواملی که باعث انقراض شیر کیسه‌دار شد نیز تا حدودی نامشخص است. دو فرضیه تغییرات اقلیمی گسترده که باعث تغییر الگوی بارش و فصل خشک شد و عوامل انسانی مانند شکار و تخریب زیستگاه توسط انسان خردمند دو فرضیه‌ای هستند که اغلب به عنوان عامل انقراض بزرگ‌زیاگان استرالیا شناخته می‌شوند.

## نگارخانه

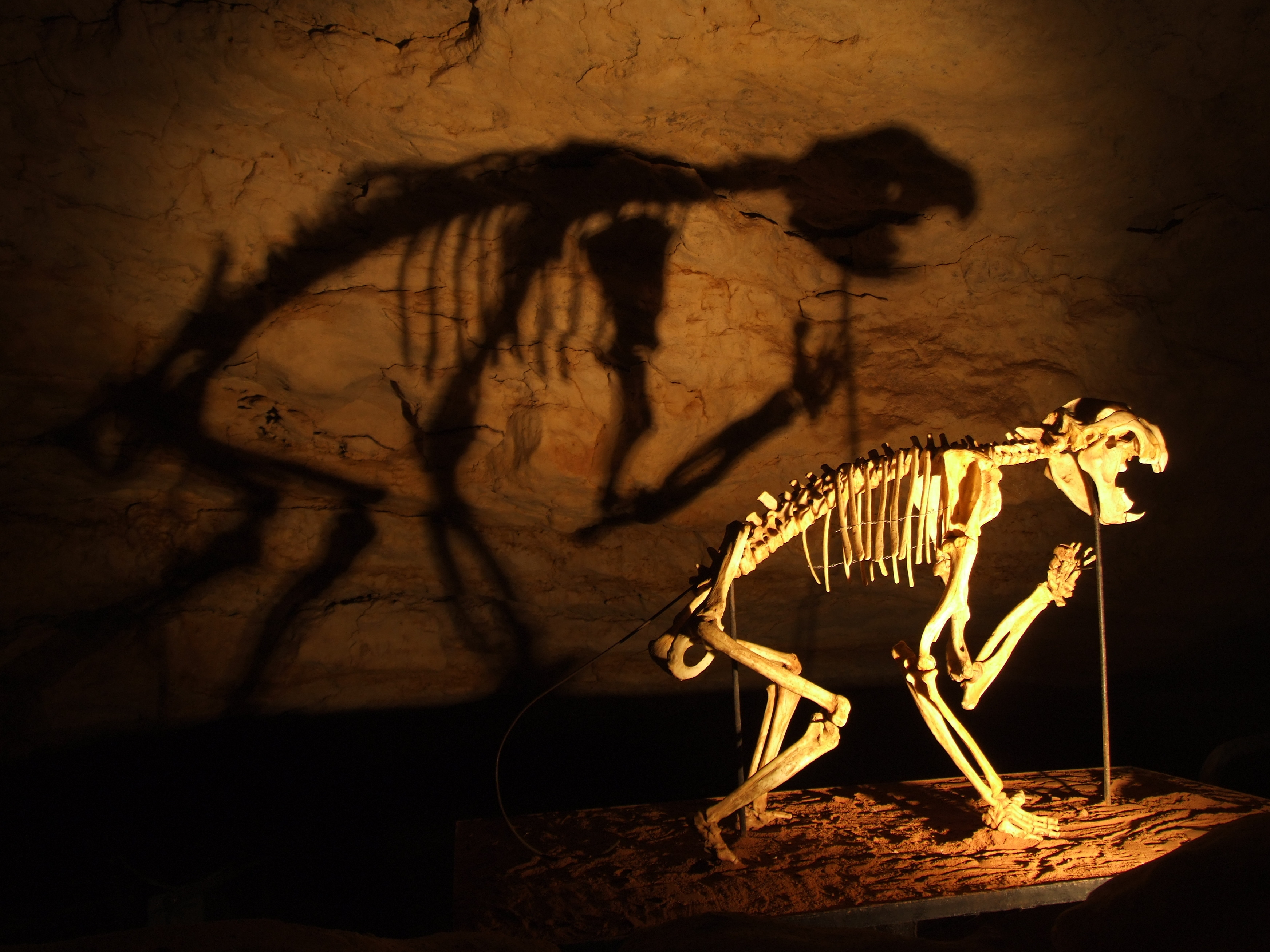
اسکلت به دست‌آمده از یک شیر کیسه‌دار در پارک ملی غارهای ناراکورته